# شانه‌موش سان خوآن
شانه‌موش سان خوآن (نام علمی: Ctenomys johannis) نام یک گونه از سرده شانه‌موش است.